# Kvindelig Læseforening
Kvindelig Læseforening var en dansk forening, der eksisterede i perioden 1872-1962, og som var en af grundpillerne i kvindebevægelsen i Danmark.
Kvindelig Læseforening blev stiftet af Sophie Petersen, som havde den svenske Läsesalong för Damer som sit forbillede. Foreningen havde til formål at lette kvinders adgang til aktuel litteratur, dagblade og magasiner. Da den åbnede, var bogbestanden på 1.007 bøger.
Foreningens første formand var Charlotte Klein fra 1872 til 1874. I 1891 blev Sophie Alberti formand, og under hendes førerskab voksede Kvindelig Læseforenings medlemstal fra ca. 820 i 1891 til omkring 4.600 i 1918-19. I hendes tid fik foreningen opført en stor bygning i Gammel Mønt i København (tegnet af Ulrik Plesner og Aage Langeland-Mathiesen), der blev centrum for afholdelse af foredrag, koncerter og diskussionsmøder med nøgleskikkelser i kvindesagen og andre af tidens kulturpersonligheder fra såvel Danmark som udlandet.
I hendes formandstid voksede også bogbestanden til ca. 74.000 bind med både dansk og udenlandsk litteratur. At der var et behov, viste udlånstallet, der omkring 1900 var større end Det Kgl. Biblioteks og Universitetsbibliotekets tilsammen.
Efterhånden som kvinder fik let adgang til læsestof på lige fod med mændene, var foreningens formål udspillet. Den lukkede i 1962, og bygningen huser i dag Weekendavisens redaktion.